# 魔女裁判 (テレビドラマ)
『魔女裁判』（まじょさいばん）は、2009年4月25日から同年7月11日まで、フジテレビ系の「土曜ドラマ」枠で放送されたテレビドラマ。主演は生田斗真。

## 概要
日本において、2009年5月21日から導入される裁判員制度を初めてテーマにしたクライムサスペンス。生田斗真の連続ドラマ初単独主演作品。 
キャッチコピーは「この世には女と悪女と魔女がいる」。
DVD-BOXが同年11月11日に発売された。

## あらすじ
東京都内に住むフリーターの吉岡徹は、ある日突然裁判員に選ばれた。約50人の候補者の中から徹をはじめとする6人の裁判員、そして2人の補充裁判員が選出され、魔女と呼ばれる女・柏木鏡子が東条財閥の創始者である東条総一郎を殺害したとする事件を担当する。しかし徹は、判定をめぐり危険な出来事に巻き込まれていくことになる。

## 登場人物

### 主要人物
吉岡 徹〈24〉
演 - 生田斗真
裁判員、オレンジ。一人でストリート系の服を手がける自称デザイナーだが、金銭面での問題からフリーター（カラオケ店のバイト）として過ごしている。性格は単純明快なお調子者。黒川の策略によりTシャツ費用100万円の借金を抱えることになったが、あくまで黒川に立ち向かおうとする。
渡部 いずみ〈26〉
演 - 加藤あい
裁判員、ホワイト。5歳の一人娘と単身赴任中の夫を持つ主婦。控えめで優しい性格で、裁判員に選ばれても自分に人を裁く資格があるのか思い悩んでいる。娘の危機をネタに黒川に脅される。
本宮 香織〈23〉
演 - 比嘉愛未
東西新聞報道部記者であり徹の恋人。鏡子の指名で彼女の取材を担当することになり、それを通して徐々に鏡子に傾倒していく。やがていずみと徹が親しくしている様子を見て、2人に憎しみを抱き、精神が不安定になっていく。
黒川 竜一
演 - 鈴木亮平
謎の組織のリーダー。裁判員の弱みを握って裁判員を操り、柏木鏡子の裁判を操ろうと画策する。
柏木 遥〈16〉
演 - 忽那汐里
柏木鏡子の娘。母を心配して涙する、か弱き少女。
奥寺 梨華〈21〉
演 - 末永遥
裁判員、ドンペリピンク。売れっ子キャバクラ嬢で婚約中の身。かつてソープランドで働いた過去があり、それをネタに黒川に脅される。婚約者には自身が風俗嬢だった過去は隠している。
田所 秀雄〈37〉
演 - 中村靖日
裁判員、パープル。中学の理科教師。3歳の娘がいる。同性愛者の一面を持ち、若い男性と淫行していた。
井筒 肇〈75〉
演 - 山谷初男
補充裁判員、シルバー。無職の自治会長。ひょうきんでおとぼけな性格の気のいい老人。謎の組織の水島による色仕掛けを受ける。
相馬 卓〈25〉
演 - 平方元基
裁判員、ブルー。法科大学院生。生真面目で正義感は強いが、その性格から協調性に乏しい。性格上面倒な相手と思われたこともあり、裁判員の中で唯一、黒川からの脅迫・強要は受けていない。
根津 芳子〈23〉
演 - 中村果生莉
補充裁判員、ブラウン。OL。地味な装いをした無口な女性。かつて夫からDVの被害を受けており、その夫の元から逃げているため、夫に居場所を知られるのを恐れている。
内海 信恵〈52〉
演 - 松本じゅん
裁判員、ピンク。介護ヘルパー。介護した老人の金を勝手に使っていた。
進藤 亮介〈33〉
演 - 渡邉紘平
鏡子を担当する私選弁護士。黒川と接触して無罪を勝ち取ろうとした。
大沢 陽子〈43〉
演 - 宍戸美和公
検事。被告の鏡子を追及する。
水島 真紀子〈25〉
演 - 滝沢沙織
謎の組織のサブリーダー。黒川の右腕として補佐する。
柏木 鏡子〈36〉
演 - 石田ゆり子
“魔女裁判”と称される殺人事件の裁判の被告人。ホステス時代に東条ホールディングス会長・東条総一郎に愛人として見初められ、内縁の妻として身を寄せていた。資産目当てに東条を殺害した容疑で起訴される。幼少期に両親を亡くし、10年前に他界した夫の保険金を手にしていることが原因で、周囲から「魔女」と呼ばれる。

### その他
東条 英彦
演 - 浜田晃
被害者の弟。東条ホールディングス社長。
東条 総一郎〈72〉
演 - 早川純一
事件の被害者。東条ホールディングス会長、東条財閥の創始者。
渡部 舞〈5〉
演 - 磯野光沙
いずみの娘。幼稚園児。
美濃部 学
演 - 岸博之
裁判長。
北村 武彦
演 - 野元学二
裁判官。
塚田 久美子
演 - 堀ひろこ
裁判官。

### ゲスト
岡本 昌平
演 - 進藤学（第2話）
梨華の婚約者。
西山
演 - 唐木ちえみ（第3話）
東条家の主治医。検察側の証人として出廷した。
レポーター
演 - 宮瀬茉祐子（第4話）
渡部 あさ子
演 - 児玉美智子（第6話）
いずみの義母。
中島 雅人
演 - 林凌雅（第8話）
事件当日、犬の散歩中に事件現場で「白い服の人物」を目撃した少年。
岡村
演 - 横山あきお（第9話）
現場となった東条家別荘の管理人。
池内 桐子
演 - 優木まおみ（第9話・最終話）
地裁の食堂のウェイトレス。

## スタッフ
- 脚本 - 前川洋一、八津弘幸
- 演出 - 加藤裕将、小原一隆、稲葉正弘
- プロデュース - 関卓也、小池秀樹
- 音楽 - 神坂享輔、MAYUKO、川嶋可能、告井孝通（Flagship）
- 主題歌 - 福山雅治「化身」（ユニバーサルJ）[4]
- 制作 - フジテレビドラマ制作センター
- 制作著作 - フジテレビ

## 放送日程
| 各話                                                       | 放送日  | サブタイトル                                    | 脚本     | 演出     | 視聴率 |
| ---------------------------------------------------------- | ------- | ----------------------------------------------- | -------- | -------- | ------ |
| 第1話                                                      | 4月25日 | ある日僕らは裁判員になった…そして忍び寄る魔の手 | 前川洋一 | 加藤裕将 | 9.0%   |
| 第2話                                                      | 5月02日 | 脅迫陰謀…罠…買収…裁判員の危機                   | 前川洋一 | 加藤裕将 | 7.7%   |
| 第3話                                                      | 5月09日 | 娘が誘拐…私は無罪です…危険な宅配便              | 八津弘幸 | 小原一隆 | 8.5%   |
| 第4話                                                      | 5月23日 | 衝撃の法廷! 裁判員制度初の流血事件              | 前川洋一 | 加藤裕将 | 7.2%   |
| 第5話                                                      | 5月30日 | 被告自殺! 裁判員裁判が初の中断!                 | 八津弘幸 | 小原一隆 | 6.2%   |
| 第6話                                                      | 6月06日 | 魔女自殺の真相                                  | 前川洋一 | 稲葉正弘 | 5.7%   |
| 第7話                                                      | 6月13日 | 香織が拉致された…縛られたその虚ろな眼差し       | 八津弘幸 | 加藤裕将 | 5.3%   |
| 第8話                                                      | 6月27日 | 犯人は白!? 殴りかかる女                         | 前川洋一 | 小原一隆 | 7.9%   |
| 第9話                                                      | 7月04日 | 鍵の持ち主が真犯人!? 私が殺しました             | 八津弘幸 | 加藤裕将 | 7.2%   |
| 最終話                                                     | 7月11日 | 衝撃の評決! 最後に微笑む女                      | 前川洋一 | 加藤裕将 | 8.7%   |
| 平均視聴率 7.34%（視聴率は関東地区・ビデオリサーチ社調べ） |         |                                                 |          |          |        |

- 5月16日、6月20日は土曜プレミアムの放送が21:00 - 23:55まであったため、放送は休止（5月16日は『ダ・ヴィンチ・コード』、6月20日は『トランスフォーマー』）。
- 5月23日は土曜プレミアムの放送が21:15 - 23:25まであったため、放送時間が異なる。
- 7月11日は土曜プレミアムの放送が21:00 - 23:30まであったため、放送時間が異なる。

## 裁判員の色設定
互いの素性への配慮のため、徹の提案により互いの裁判員を色で呼び合うようにしている。色の振り分けは、主に第一印象や各々が選んだ好きな色・着ていた服の色から由来。シルバーとブラウンは補充裁判員だったが、中盤で裁判員が2名辞退してから裁判員に昇格する。